# Chasmocranus
Chasmocranus és un gènere de peixos de la família dels heptaptèrids i de l'ordre dels siluriformes.

## Taxonomia
- Chasmocranus brachynema (Gomes & Schubart, 1958)[2]
- Chasmocranus brevior (Eigenmann, 1912)[3]
- Chasmocranus chimantanus (Inger, 1956)[4]
- Chasmocranus longior (Eigenmann, 1912)[3]
- Chasmocranus lopezi (Miranda Ribeiro, 1968)
- Chasmocranus peruanus (Eigenmann & Pearson, 1942)[5]
- Chasmocranus quadrizonatus (Pearson, 1937)[6]
- Chasmocranus rosae (Eigenmann, 1922)[7]
- Chasmocranus surinamensis (Bleeker, 1862)[8]
- Chasmocranus truncatorostris (Borodin, 1927)[9][10][11][12][13][14][15][16]